# Lynette Cooper
Lynette Cooper (Città del Capo, 14 marzo 1944) è una nuotatrice rhodesiana.
Specializzata nel dorso, ha partecipato ai Giochi di Roma 1960, gareggiando nei 100m dorso e nella Staffetta 4x100m mista.